# Società Sportiva Giovani Calciatori Bolzaneto
La Società Sportiva Giovani Calciatori Bolzaneto è stata una società calcistica italiana fondata all'incirca nel 1916 nel comune di Bolzaneto, dal 1926 quartiere di Genova.

## Storia
La data di fondazione della Società Sportiva Giovani Calciatori è incerta. Sebbene diverse fonti ritengano che la nascita del sodalizio di Bolzaneto sia avvenuta nel 1920, dalle ceneri del disciolto club Giovani Calciatori Grifone di Genova, in realtà le prime testimonianze dell'attività dei G. C. Bolzaneto risalgono alla stagione 1916-1917, ovvero quando la squadra partecipò alla Coppa Liguria classificandosi al secondo posto dietro soltanto al Genoa. Questa fu la classifica della Coppa Ligure: Genoa 14; G.C. Bolzaneto 9; Varazze 8; Andrea Doria 6; Savona 6; Libertas Savona 5.
Nella stagione 1920-21 i Giovani Calciatori di Bolzaneto si iscrissero al campionato di Promozione Ligure, vincendolo e venendo promossi in Prima Categoria, la massima serie dell'epoca. Nella stagione 1921-22, tuttavia, la squadra concluse al 6° e all'ultimo posto l'eliminatoria ligure, racimolando soli 3 punti in 10 partite e retrocedendo in Promozione, ma venendo comunque ammessa alla nuova Seconda Divisione in seguito al Compromesso Colombo.
Nel luglio del 1922 i Giovani Calciatori di Bolzaneto si fusero con il FBC Officine Elettromeccaniche Rivarolo per formare il Gruppo Calcistico GC Officine Elettromeccaniche Rivarolo, che prese parte alla Seconda Divisione 1922-1923.